# Un bacio sotto la maschera
Un bacio sotto la maschera (Der Bettelstudent) è un film muto del 1927 diretto da Jacob Fleck e Luise Fleck.
Una delle trasposizioni cinematografiche dell'operetta Der Bettelstudent (1882) di Karl Millöcker. Ne furono tratte diverse versioni adattate per il cinema tra cui una sonora, Der Bettelstudent del 1936, diretta da Georg Jacoby e interpretata da Marika Rökk.

## Produzione
Il film fu prodotto dall'Aafa-Film AG.

## Distribuzione
Distribuito dall'Aafa-Film AG, il film uscì nelle sale cinematografiche tedesche il 2 dicembre 1927.